# Presses de Sciences Po
Les Presses de Sciences Po sont une maison d'édition universitaire spécialisée dans le domaine des sciences sociales créées en 1976. Elles dépendent de la Fondation nationale des sciences politiques (FNSP).
Leur catalogue possède mille sept cents références et s'enrichit de trente nouveautés par an, dont une majorité traitant de thèmes relatifs aux relations internationales, au développement durable, au fait politique, au genre, aux gouvernances, à l'économie politique, à l'histoire, à la santé, au droit. Les auteurs publiés sont des chercheurs en sciences humaines et sociales.
Juridiquement, les Presses sont une société à responsabilité limitée (SARL) toujours nommée Presses de la Fondation nationale des sciences politiques.

## Histoire
L'ordonnance fondant la Fondation nationale des sciences politiques lui donne la mission de « favoriser le progrès et la diffusion en France, dans l'empire et à l'étranger, des sciences politiques, économiques et sociales ». Il est ainsi décidé, dès 1945, que la fondation devra promouvoir les publications académiques dans ces disciplines.
Jean Meynaud décide de nouer des partenariats éditoriaux avec des maisons d'édition. Ainsi, jusqu'aux années 1970, les publications de Sciences Po sont prises en charge par des grands éditeurs spécialisés, tels que Dalloz ou les Presses universitaires de France.
L'arrivée de Jean Touchard à la tête de la Fondation favorise le projet de création d'une maison d'édition propre à l'Institut d'études politiques, afin que l'école puisse mettre en valeur les travaux de ses chercheurs. Ainsi, lorsque Serge Hurtig est élu président à la suite de Touchard, il officialise la création de la maison d'édition.
En 1975, les Presses de Sciences Po sont créées sous le nom de Presses de la Fondation nationale des sciences politiques par Louis Bodin. Elles permettent à l'Institut d'études politiques d'assurer en propre ses publications scientifiques, à l'instar de l'université Harvard avec son Harvard University Press. Le statut légal des Presses sont la société à responsabilité limitée. Elle est détenue à 100 % par la FNSP.

## Collections et domaines

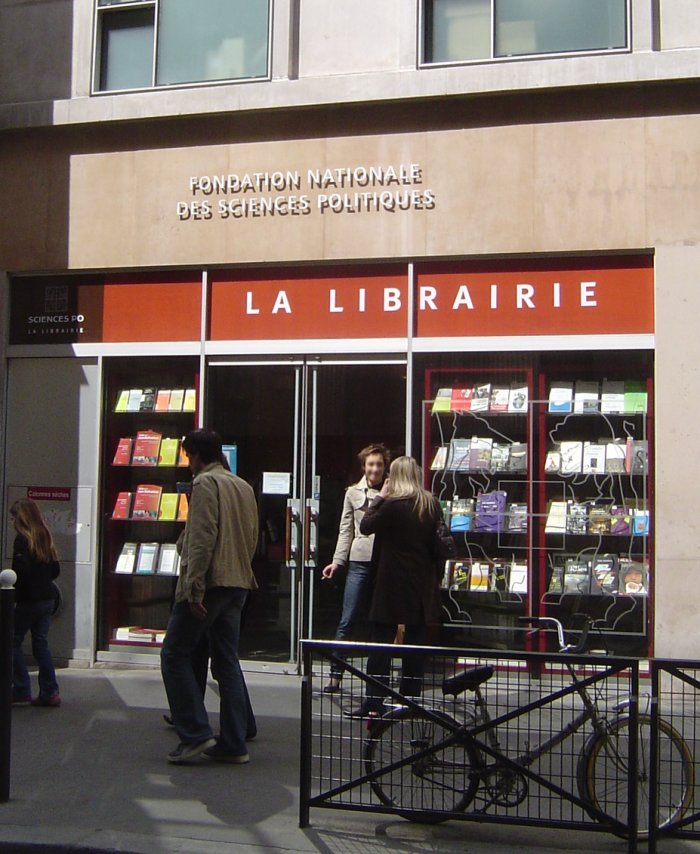
La Librairie des sciences politiques, diffusant les publications des Presses de Sciences Po, rue Saint-Guillaume.

- « Académique », collection de travaux de recherche en sciences humaines et sociales, à destination des universitaires et des praticiens.
- « Facettes », collection de bibliographies organisées de façon thématique plutôt que chronologique.
- « Références » collection qui propose des synthèses exhaustives sur des questions de cours.
- « Les Manuels de Sciences Po », est une collection de manuels tirés de cours magistraux de l'Institut d'études politiques de Paris, et destinée aux étudiants des IEP, des universités et des Grandes Écoles. Le premier manuel publié est  Histoire de l'État en Europe de Jean Picq.
- « Nouveaux débats », est une collection d'essais courts et synthétiques portant sur des thèmes d'actualité et destinés aux étudiants comme au grand public, en format de poche.

Les politiques éditoriales sont en fait menées en termes de « domaines » thématiques, qui parcourent les collections :
- « Genre », dirigé par Janine Mossuz-Lavau, Hélène Périvier] : Ouvrages qui promeuvent la recherche en études de genre et diffusent les savoirs sur le genre au sein de la société.
- « Développement durable », dirigé par François Gemenne : Ouvrages qui entendent être un espace de réflexion sur les nouvelles questions que l'environnement a amenées dans le débat public, que celles-ci soient globales, nationales ou locales.
- « Économie politique », dirigé par François Bafoil : Ouvrages pour comprendre les différentes formes d'échange économique et les types de domination politique correspondants.
- « Fait politique », dirigé par Martial Foucault et Éléonore Lépinard : Ouvrage pour comprendre ce qui fonde le lien politique, réfléchir à l'évolution des institutions et des organisations, révéler les logiques des comportements et des attitudes, analyser les grands enjeux qui structurent le débat politique.
- « Gouvernances », dirigé par Patrick Le Galès, Pierre François : Ouvrages qui ont pour objet les organisations publiques, les marchés, les acteurs collectifs, les entreprises, les mouvements sociaux impliqués dans les politiques publiques et l'enchevêtrement des régulations sociales, politiques et économiques.
- « Histoire », dirigé par Claire Andrieu, Nicolas Delalande, Sylvie Thénault : Ouvrages qui traitent sur les domaines de recherche dont Sciences Po s'est fait une spécialité : histoire politique, histoire des partis, des régimes et des idées politiques, histoire culturelle.
- « Mondes et sociétés », dirigé par Laetitia Bucaille et Ariel Colonomos : Ouvrages qui traitent de l'organisation de la scène mondiale, de ses acteurs, les logiques et les dynamiques qui l'animent, de l'émergence de paradigmes nouveaux pour expliquer et comprendre les relations internationales.
- « Santé », dirigé par Henri Bergeron et Didier Tabuteau : Ouvrages pour saisir la mesure des enjeux considérables liés aux questions de santé et contribuer à comprendre les dynamiques qui sont au cœur de la formation des politiques de santé.

## Revues
Les Presses publient onze revues :
- Agora débats/jeunesses, s'adressant tant aux chercheurs et universitaires qu'aux professionnels, aux élus, aux responsables et militants associatifs, Agora débats/jeunesses entend approfondir la connaissance sur les jeunes, leurs situations, leurs modes de vie, leur environnement, les relations qu'ils entretiennent avec les autres générations.
- Les Champs de Mars, est une revue scientifique de l'Institut de recherche stratégique de l'École militaire (IRSEM). Elle couvre toutes les questions relatives à la guerre et à la paix, à toutes les échelles (internationale, régionale, nationale), en mobilisant l'ensemble des sciences humaines et sociales. Combinant enquêtes empiriques originales et mises au point théoriques, elle s'intéresse prioritairement aux questions de défense, mais entend aussi élargir la réflexion aux enjeux globaux de sécurité et aux études sur la paix et la médiation internationale.
- Critique internationale, revue de géopolitique créée en 1998 par le Centre d'études et de recherches internationales.
- Gouvernement et action publique, Au cœur de l'administration et de la vie politique contemporaine, ancrée en science politique mais ouverte notamment à la sociologie, à l'histoire et à l'économie, la revue a pour objectif de réfléchir aux activités de gouvernement, à la transformation des États et des administrations ainsi qu'aux mutations de l'action publique.
- Raisons politiques. Études de pensée politique, est une revue dont l'identité tient dans l'articulation qu'elle propose entre les sciences sociales et la philosophie pour éclairer les questions politiques contemporaines. Faisant dialoguer les concepts propres à la philosophie politique et ceux résultant de l'analyse de terrain, dans le domaine politique mais aussi économique et social, elle cherche à mettre à l'épreuve de la réalité les propositions théoriques et, par là, à contribuer au débat public.
- La Revue économique, revue de référence en France et sur le plan international, publie des travaux originaux dans tous les domaines de la recherche économique, aussi bien théorique qu'empirique. Revue généraliste ouverte aux apports des autres sciences sociales, elle offre une vision aussi large que possible de toutes les tendances de l'analyse économique.
- La Revue française de science politique, analyse le politique en multipliant les éclairages et les approches. Revue scientifique, elle couvre tous les champs de la science politique : sociologie électorale, analyses institutionnelles, partis politiques et mouvements sociaux, politiques publiques, théorie politique, relations internationales... La Revue française de science politique est accessible en anglais, en version numérique uniquement, sur Cairn international et sur Jstor..
- La Revue française de sociologie, entend montrer la part que les travaux de sociologie prennent à la connaissance du monde social. Son but est de diffuser une production sociologique de qualité en faisant place aux divers courants théoriques et méthodologiques. Les débats et les développements conceptuels récents y occupent une grande place. La Revue française de sociologie est accessible en anglais, en version numérique uniquement, sur Cairn international et sur Jstor.
- Sociétés contemporaines, revue pluridisciplinaire de sciences sociales, Sociétés contemporaines diffuse l'avancée des recherches en cours et favorise les échanges entre la sociologie et les disciplines voisines : démographie, économie, géographie, science politique, histoire, anthropologie, ethnologie, psychologie sociale.
- Sociologies pratiques, soucieuse de comprendre notre monde en mouvement et de témoigner de réalités sociales émergentes, Sociologies Pratiques est un espace intellectuel original qui s'adresse au monde académique et à celui des sociologues en entreprises. Elle donne la parole à des spécialistes et des chercheurs pour faire le point sur un débat social ou économique essentiel, en s'appuyant sur les enquêtes les plus récentes.
- 20 & 21. Revue d'histoire (anciennement Vingtième Siècle), couvre les principaux champs de la recherche historique : politique, culturel, social et économique, offrant ainsi une approche historique complète et rigoureuse. Revue scientifique, elle permet à des auteurs reconnus mais aussi à de jeunes chercheurs de diffuser les acquis de la recherche en histoire contemporaine.

## Direction
De 1975 à 1995, les Presses sont dirigées par Louis Bodin. Bertrand Badie prend sa suite. En 2004, Marie-Geneviève Vandesande est nommée directrice. Julie Gazier lui succède.